# Улыбка (фильм, 1975)
«Улы́бка» (англ. Smile) — фильм-комедия американского режиссёра Майкла Ритчи, снятый в 1975 году. В главных ролях снимались Брюс Дерн, Барбара Фелдон и Джеффри Льюис. Одна из первых ролей Мелани Гриффит. Премьера фильма состоялась 9 июля 1975 года.

## Сюжет
Большой Боб и Бренда проводят очередной конкурс «Юная мисс Америка».

## В ролях
| Актёр           | Роль                       |
| --------------- | -------------------------- |
| Брюс Дерн       | Большой Боб                |
| Барбара Фелдон  | Бренда                     |
| Майкл Кидд      | Томми Френч                |
| Джеффри Льюис   | Wilson                     |
| Деннис Дуган    | Logan                      |
| Мелани Гриффит  | Karen                      |
| Аннет О’Тул     | Doria                      |
| Коллин Кэмп     | Connie                     |
| Титос Вандис    | Emile                      |
| Денайс Никерсон | Ширли, «Юная мисс Америка» |